# Zrmanja Vrelo
Zrmanja Vrelo – wieś w Chorwacji, w żupanii zadarskiej, w gminie Gračac. W 2011 roku liczyła 28 mieszkańców.